# 2010–2011-es UEFA-bajnokok ligája (egyenes kieséses szakasz)
A 2010–2011-es UEFA-bajnokok ligája egyenes kieséses szakasza 2011. február 15-én kezdődött, és május 28-án ért véget a londoni Wembley Stadionban rendezett döntővel. Az egyenes kieséses szakaszban tizenhat csapat vett részt, amelyek a csoportkör során a saját csoportjuk első két helyének valamelyikén végeztek.

## Lebonyolítás
A döntő kivételével mindegyik mérkőzés oda-visszavágós rendszerben zajlott. A két találkozó végén az összesítésben jobbnak bizonyuló csapatok jutottak tovább a következő körbe. Ha az összesítésnél az eredmény döntetlen volt, akkor az idegenben több gólt szerző csapat jutott tovább. Amennyiben az idegenben lőtt gólok száma is azonos volt, akkor 30 perces hosszabbítást rendeztek a visszavágó rendes játékidejének lejárta után. Ha a 2x15 perces hosszabbításban gólt/gólokat szerzett mindkét együttes, és az összesített állás egyenlő volt, akkor a vendég csapat jutott tovább idegenben szerzett góllal/gólokkal. Gólnélküli hosszabbítás esetén büntetőpárbajra került sor.
A nyolcaddöntők sorsolásakor figyelembe vették, hogy minden párosításnál egy csoportgyőztes és egy másik csoport csoportmásodika mérkőzzön egymással. Az egyetlen korlátozás a sorsoláskor, hogy a nyolcaddöntőkben azonos nemzetű együttesek, illetve az azonos csoportból továbbjutó csapatok nem szerepelhettek egymás ellen. A negyeddöntőktől kezdődően ez a korlátozás nem volt érvényben. A döntőt egy mérkőzés keretében rendezték meg.

## Továbbjutott csapatok
| Csoport   | Csoportelső       | Csoportmásodik         |
| --------- | ----------------- | ---------------------- |
| A csoport | Tottenham Hotspur | Internazionale         |
| B csoport | Schalke 04        | Olympique Lyonnais     |
| C csoport | Manchester United | Valencia CF            |
| D csoport | FC Barcelona      | FC København           |
| E csoport | Bayern München    | AS Roma                |
| F csoport | Chelsea           | Olympique de Marseille |
| G csoport | Real Madrid       | AC Milan               |
| H csoport | Sahtar Doneck     | Arsenal                |

## Ágrajz
|  | Nyolcaddöntők          | Nyolcaddöntők          | Nyolcaddöntők     | Nyolcaddöntők     | Nyolcaddöntők |   |                | Negyeddöntők   | Negyeddöntők | Negyeddöntők | Negyeddöntők | Negyeddöntők |  |  | Elődöntők | Elődöntők | Elődöntők | Elődöntők | Elődöntők |  |  | Döntő | Döntő | Döntő |  |
|  |                        |                        |                   |                   |               |   |                |                |              |              |              |              |  |  |           |           |           |           |           |  |  |       |       |       |  |
|  | Olympique Lyonnais     | Olympique Lyonnais     | 1                 | 0                 | 1             |   |                |                |              |              |              |              |  |  |           |           |           |           |           |  |  |       |       |       |  |
|  | Olympique Lyonnais     | Olympique Lyonnais     | 1                 | 0                 | 1             |   |                |                |              |              |              |              |  |  |           |           |           |           |           |  |  |       |       |       |  |
|  | Real Madrid            | Real Madrid            | 1                 | 3                 | 4             |   |                |                |              |              |              |              |  |  |           |           |           |           |           |  |  |       |       |       |  |
|  | Real Madrid            | Real Madrid            | 1                 | 3                 | 4             |   | Real Madrid    | Real Madrid    | 4            | 1            | 5            |              |  |  |           |           |           |           |           |  |  |       |       |       |  |
|  |                        |                        |                   |                   |               |   | Real Madrid    | Real Madrid    | 4            | 1            | 5            |              |  |  |           |           |           |           |           |  |  |       |       |       |  |
|  |                        |                        | Tottenham Hotspur | Tottenham Hotspur | 0             | 0 | 0              |                |              |              |              |              |  |  |           |           |           |           |           |  |  |       |       |       |  |
|  | AC Milan               | AC Milan               | Tottenham Hotspur | Tottenham Hotspur | 0             | 0 | 0              | 0              | 0            | 0            |              |              |  |  |           |           |           |           |           |  |  |       |       |       |  |
|  | AC Milan               | AC Milan               |                   |                   |               |   |                |                |              | 0            |              |              |  |  |           |           |           |           |           |  |  |       |       |       |  |
|  | Tottenham Hotspur      | Tottenham Hotspur      | 1                 | 0                 | 1             |   |                |                |              |              |              |              |  |  |           |           |           |           |           |  |  |       |       |       |  |
|  | Tottenham Hotspur      | Tottenham Hotspur      | 1                 | 0                 | 1             |   | Real Madrid    | Real Madrid    | 0            | 1            | 1            |              |  |  |           |           |           |           |           |  |  |       |       |       |  |
|  |                        |                        |                   |                   |               |   |                |                |              |              |              |              |  |  |           |           |           |           |           |  |  |       |       |       |  |
|  |                        |                        | FC Barcelona      | FC Barcelona      | 2             | 1 | 3              |                |              |              |              |              |  |  |           |           |           |           |           |  |  |       |       |       |  |
|  | Arsenal                | Arsenal                | FC Barcelona      | FC Barcelona      | 2             | 1 | 3              | 2              | 1            | 3            |              |              |  |  |           |           |           |           |           |  |  |       |       |       |  |
|  | Arsenal                | Arsenal                |                   |                   |               |   |                |                |              | 3            |              |              |  |  |           |           |           |           |           |  |  |       |       |       |  |
|  | FC Barcelona           | FC Barcelona           | 1                 | 3                 | 4             |   |                |                |              |              |              |              |  |  |           |           |           |           |           |  |  |       |       |       |  |
|  | FC Barcelona           | FC Barcelona           | 1                 | 3                 | 4             |   | FC Barcelona   | FC Barcelona   | 5            | 1            | 6            |              |  |  |           |           |           |           |           |  |  |       |       |       |  |
|  |                        |                        |                   |                   |               |   | FC Barcelona   | FC Barcelona   | 5            | 1            | 6            |              |  |  |           |           |           |           |           |  |  |       |       |       |  |
|  |                        |                        | Sahtar Doneck     | Sahtar Doneck     | 1             | 0 | 1              |                |              |              |              |              |  |  |           |           |           |           |           |  |  |       |       |       |  |
|  | AS Roma                | AS Roma                | Sahtar Doneck     | Sahtar Doneck     | 1             | 0 | 1              | 2              | 0            | 2            |              |              |  |  |           |           |           |           |           |  |  |       |       |       |  |
|  | AS Roma                | AS Roma                |                   |                   |               |   |                |                |              | 2            |              |              |  |  |           |           |           |           |           |  |  |       |       |       |  |
|  | Sahtar Doneck          | Sahtar Doneck          | 3                 | 3                 | 6             |   |                |                |              |              |              |              |  |  |           |           |           |           |           |  |  |       |       |       |  |
|  | Sahtar Doneck          | Sahtar Doneck          | 3                 | 3                 | 6             |   | FC Barcelona   | FC Barcelona   | 3            |              |              |              |  |  |           |           |           |           |           |  |  |       |       |       |  |
|  |                        |                        |                   |                   |               |   |                |                |              |              |              |              |  |  |           |           |           |           |           |  |  |       |       |       |  |
|  |                        |                        | Manchester United | Manchester United | 1             |   |                |                |              |              |              |              |  |  |           |           |           |           |           |  |  |       |       |       |  |
|  | Internazionale (i.g.)  | Internazionale (i.g.)  | Manchester United | Manchester United | 1             | 0 | 3              | 3              |              |              |              |              |  |  |           |           |           |           |           |  |  |       |       |       |  |
|  | Internazionale (i.g.)  | Internazionale (i.g.)  |                   |                   |               |   |                | 3              |              |              |              |              |  |  |           |           |           |           |           |  |  |       |       |       |  |
|  | Bayern München         | Bayern München         | 1                 | 2                 | 3             |   |                |                |              |              |              |              |  |  |           |           |           |           |           |  |  |       |       |       |  |
|  | Bayern München         | Bayern München         | 1                 | 2                 | 3             |   | Internazionale | Internazionale | 2            | 1            | 3            |              |  |  |           |           |           |           |           |  |  |       |       |       |  |
|  |                        |                        |                   |                   |               |   | Internazionale | Internazionale | 2            | 1            | 3            |              |  |  |           |           |           |           |           |  |  |       |       |       |  |
|  |                        |                        | Schalke 04        | Schalke 04        | 5             | 2 | 7              |                |              |              |              |              |  |  |           |           |           |           |           |  |  |       |       |       |  |
|  | Valencia CF            | Valencia CF            | Schalke 04        | Schalke 04        | 5             | 2 | 7              | 1              | 1            | 2            |              |              |  |  |           |           |           |           |           |  |  |       |       |       |  |
|  | Valencia CF            | Valencia CF            |                   |                   |               |   |                |                |              | 2            |              |              |  |  |           |           |           |           |           |  |  |       |       |       |  |
|  | Schalke 04             | Schalke 04             | 1                 | 3                 | 4             |   |                |                |              |              |              |              |  |  |           |           |           |           |           |  |  |       |       |       |  |
|  | Schalke 04             | Schalke 04             | 1                 | 3                 | 4             |   | Schalke 04     | Schalke 04     | 0            | 1            | 1            |              |  |  |           |           |           |           |           |  |  |       |       |       |  |
|  |                        |                        |                   |                   |               |   |                |                |              |              |              |              |  |  |           |           |           |           |           |  |  |       |       |       |  |
|  |                        |                        | Manchester United | Manchester United | 2             | 4 | 6              |                |              |              |              |              |  |  |           |           |           |           |           |  |  |       |       |       |  |
|  | FC København           | FC København           | Manchester United | Manchester United | 2             | 4 | 6              | 0              | 0            | 0            |              |              |  |  |           |           |           |           |           |  |  |       |       |       |  |
|  | FC København           | FC København           |                   |                   |               |   |                |                |              | 0            |              |              |  |  |           |           |           |           |           |  |  |       |       |       |  |
|  | Chelsea                | Chelsea                | 2                 | 0                 | 2             |   |                |                |              |              |              |              |  |  |           |           |           |           |           |  |  |       |       |       |  |
|  | Chelsea                | Chelsea                | 2                 | 0                 | 2             |   | Chelsea        | Chelsea        | 0            | 1            | 1            |              |  |  |           |           |           |           |           |  |  |       |       |       |  |
|  |                        |                        |                   |                   |               |   | Chelsea        | Chelsea        | 0            | 1            | 1            |              |  |  |           |           |           |           |           |  |  |       |       |       |  |
|  |                        |                        | Manchester United | Manchester United | 1             | 2 | 3              |                |              |              |              |              |  |  |           |           |           |           |           |  |  |       |       |       |  |
|  | Olympique de Marseille | Olympique de Marseille | Manchester United | Manchester United | 1             | 2 | 3              | 0              | 1            | 1            |              |              |  |  |           |           |           |           |           |  |  |       |       |       |  |
|  | Olympique de Marseille | Olympique de Marseille |                   |                   |               |   |                |                |              | 1            |              |              |  |  |           |           |           |           |           |  |  |       |       |       |  |
|  | Manchester United      | Manchester United      | 0                 | 2                 | 2             |   |                |                |              |              |              |              |  |  |           |           |           |           |           |  |  |       |       |       |  |

## Nyolcaddöntők
A nyolcaddöntők sorsolását 2010. december 17-én tartották.
| 1. csapat              | Össz.Tooltip Aggregate score | 2. csapat         | 1. mérk. | 2. mérk. |
| ---------------------- | ---------------------------- | ----------------- | -------- | -------- |
| AS Roma                | 2–6                          | Sahtar Doneck     | 2–3      | 0–3      |
| AC Milan               | 0–1                          | Tottenham Hotspur | 0–1      | 0–0      |
| Valencia CF            | 2–4                          | Schalke 04        | 1–1      | 1–3      |
| Internazionale         | 3–3 (i.g.)                   | Bayern München    | 0–1      | 3–2      |
| Olympique Lyonnais     | 1–4                          | Real Madrid       | 1–1      | 0–3      |
| Arsenal                | 3–4                          | FC Barcelona      | 2–1      | 1–3      |
| Olympique de Marseille | 1–2                          | Manchester United | 0–0      | 1–2      |
| FC København           | 0–2                          | Chelsea           | 0–2      | 0–0      |

### 1. mérkőzések
Az időpontok közép-európai idő/közép-európai nyári idő szerint értendők.
| 2011. február 15. 20:45 |

| AC Milan | 0–1               | Tottenham Hotspur |
| -------- | ----------------- | ----------------- |
|          | (0–0) Jegyzőkönyv | Crouch 80'        |

| Giuseppe Meazza Stadion, Milánó Nézőszám: 75 652 Játékvezető: Stéphane Lannoy (francia) |

| 2011. február 15. 20:45 |

| Valencia CF | 1–1               | Schalke 04                  |
| ----------- | ----------------- | --------------------------- |
| Soldado 17' | (1–0) Jegyzőkönyv | Raúl 64' Schmitz 65′, 90+3′ |

| Estadio Mestalla, Valencia Nézőszám: 42 703 Játékvezető: Alekszej Nyikolajev (orosz) |

| 2011. február 16. 20:45 |

| AS Roma                   | 2–3               | Sahtar Doneck                                 |
| ------------------------- | ----------------- | --------------------------------------------- |
| Raţ 28' (öngól) Menez 61' | (1–3) Jegyzőkönyv | Jádson 29' Douglas Costa 36' Luiz Adriano 41' |

| Stadio Olimpico, Róma Nézőszám: 35 873 Játékvezető: Olegário Benquerença (portugál) |

| 2011. február 16. 20:45 |

| Arsenal                    | 2–1               | FC Barcelona |
| -------------------------- | ----------------- | ------------ |
| van Persie 78' Arsavin 83' | (0–1) Jegyzőkönyv | Villa 26'    |

| Emirates Stadion, London Nézőszám: 59 927 Játékvezető: Nicola Rizzoli (olasz) |

| 2011. február 22. 20:45 |

| FC København | 0–2               | Chelsea        |
| ------------ | ----------------- | -------------- |
|              | (0–1) Jegyzőkönyv | Anelka 17' 54' |

| Parken Stadion, Koppenhága Nézőszám: 36 713 Játékvezető: Björn Kuipers (holland) |

| 2011. február 22. 20:45 |

| Olympique Lyonnais | 1–1               | Real Madrid |
| ------------------ | ----------------- | ----------- |
| Gomis 83'          | (0–0) Jegyzőkönyv | Benzema 65' |

| Stade de Gerland, Lyon Nézőszám: 40 299 Játékvezető: Wolfgang Stark (német) |

| 2011. február 23. 20:45 |

| Olympique de Marseille | 0–0         | Manchester United |
| ---------------------- | ----------- | ----------------- |
|                        | Jegyzőkönyv |                   |

| Stade Vélodrome, Marseille Nézőszám: 57 957 Játékvezető: Felix Brych (német) |

| 2011. február 23. 20:45 |

| Internazionale | 0–1               | Bayern München |
| -------------- | ----------------- | -------------- |
|                | (0–0) Jegyzőkönyv | Gómez 90'      |

| Giuseppe Meazza Stadion, Milánó Nézőszám: 75 925 Játékvezető: Kassai Viktor (magyar) |

### 2. mérkőzések
| 2011. március 8. 20:45 |

| Sahtar Doneck                         | 3–0               | AS Roma |
| ------------------------------------- | ----------------- | ------- |
| Hübschman 18' Willian 58' Eduardo 87' | (1–0) Jegyzőkönyv |         |

| Donbasz-Arena, Doneck Nézőszám: 46 543 Játékvezető: Howard Webb (angol) |

| 2011. március 8. 20:45 |

| FC Barcelona                        | 3–1               | Arsenal              |
| ----------------------------------- | ----------------- | -------------------- |
| Messi 45+3' 71' (11-esből) Xavi 69' | (1–0) Jegyzőkönyv | Busquets 53' (öngól) |

| Camp Nou, Barcelona Nézőszám: 95 486 Játékvezető: Massimo Busacca (svájci) |

| 2011. március 9. 20:45 |

| Tottenham Hotspur | 0–0         | AC Milan |
| ----------------- | ----------- | -------- |
|                   | Jegyzőkönyv |          |

| White Hart Lane, London Nézőszám: 34 320 Játékvezető: Frank De Bleeckere (belga) |

| 2011. március 9. 20:45 |

| Schalke 04                      | 3–1               | Valencia CF  |
| ------------------------------- | ----------------- | ------------ |
| Farfán 40' 90+4' Gavranović 52' | (1–1) Jegyzőkönyv | R. Costa 17' |

| Veltins-Arena, Gelsenkirchen Nézőszám: 53 517 Játékvezető: Jonas Eriksson (svéd) |

| 2011. március 15. 20:45 |

| Manchester United | 2–1               | Olympique de Marseille |
| ----------------- | ----------------- | ---------------------- |
| Hernández 5' 75'  | (1–0) Jegyzőkönyv | Brown 81' (öngól)      |

| Old Trafford, Manchester Nézőszám: 73 996 Játékvezető: Carlos Velasco Carballo (spanyol) |

| 2011. március 15. 20:45 |

| Bayern München       | 2–3               | Internazionale                   |
| -------------------- | ----------------- | -------------------------------- |
| Gómez 21' Müller 31' | (2–1) Jegyzőkönyv | Eto’o 4' Sneijder 63' Pandev 88' |

| Allianz Arena, München Nézőszám: 66 000 Játékvezető: Pedro Proença (portugál) |

| 2011. március 16. 20:45 |

| Chelsea | 0–0         | FC København |
| ------- | ----------- | ------------ |
|         | Jegyzőkönyv |              |

| Stamford Bridge, London Nézőszám: 36 454 Játékvezető: Svein Oddvar Moen (norvég) |

| 2011. március 16. 20:45 |

| Real Madrid                          | 3–0               | Olympique Lyonnais |
| ------------------------------------ | ----------------- | ------------------ |
| Marcelo 37' Benzema 66' Di María 76' | (1–0) Jegyzőkönyv |                    |

| Santiago Bernabéu, Madrid Nézőszám: 70 034 Játékvezető: Damir Skomina (szlovén) |

## Negyeddöntők
A negyeddöntők és a további mérkőzések sorsolását 2011. március 18-án tartották.
| 1. csapat      | Össz.Tooltip Aggregate score | 2. csapat         | 1. mérk. | 2. mérk. |
| -------------- | ---------------------------- | ----------------- | -------- | -------- |
| Real Madrid    | 5–0                          | Tottenham Hotspur | 4–0      | 1–0      |
| Chelsea        | 1–3                          | Manchester United | 0–1      | 1–2      |
| FC Barcelona   | 6–1                          | Sahtar Doneck     | 5–1      | 1–0      |
| Internazionale | 3–7                          | Schalke 04        | 2–5      | 1–2      |

### 1. mérkőzések
| 2011. április 5. 20:45 |

| Real Madrid                              | 4–0               | Tottenham Hotspur |
| ---------------------------------------- | ----------------- | ----------------- |
| Adebayor 4' 57' Di María 72' Ronaldo 87' | (1–0) Jegyzőkönyv |                   |

| Santiago Bernabéu, Madrid Nézőszám: 71 657 Játékvezető: Felix Brych (német) |

| 2011. április 5. 20:45 |

| Internazionale          | 2–5               | Schalke 04                                           |
| ----------------------- | ----------------- | ---------------------------------------------------- |
| Stanković 1' Milito 34' | (2–2) Jegyzőkönyv | Matip 17' Edu 40' 75' Raúl 53' Ranocchia 57' (öngól) |

| Giuseppe Meazza Stadion, Milánó Nézőszám: 72 770 Játékvezető: Martin Atkinson (angol) |

| 2011. április 6. 20:45 |

| Chelsea | 0–1               | Manchester United |
| ------- | ----------------- | ----------------- |
|         | (0–1) Jegyzőkönyv | Rooney 24'        |

| Stamford Bridge, London Nézőszám: 37 915 Játékvezető: Alberto Undiano Mallenco (spanyol) |

| 2011. április 6. 20:45 |

| FC Barcelona                                      | 5–1                | Sahtar Doneck |
| ------------------------------------------------- | ------------------ | ------------- |
| Iniesta 2' Alves 34' Piqué 53' Keita 61' Xavi 86' | (2– 0) Jegyzőkönyv | Rakickij 60'  |

| Camp Nou, Barcelona Nézőszám: 71 657 Játékvezető: Craig Thomson (skót) |

### 2. mérkőzések
| 2011. április 12. 20:45 |

| Sahtar Doneck | 0–1               | FC Barcelona |
| ------------- | ----------------- | ------------ |
|               | (0–1) Jegyzőkönyv | Messi 43'    |

| Donbasz-Arena, Doneck Nézőszám: 51 759 Játékvezető: Florian Meyer (GER) |

| 2011. április 12. 20:45 |

| Manchester United     | 2–1               | Chelsea    |
| --------------------- | ----------------- | ---------- |
| Hernández 43' Pak 77' | (1–0) Jegyzőkönyv | Drogba 77' |

| Old Trafford, Manchester Nézőszám: 74 672 Játékvezető: Olegário Benquerença (POR) |

| 2011. április 13. 20:45 |

| Schalke 04           | 2–1               | Internazionale |
| -------------------- | ----------------- | -------------- |
| Raúl 45' Höwedes 81' | (1–0) Jegyzőkönyv | Motta 49'      |

| Veltins-Arena, Gelsenkirchen Nézőszám: 54 142 Játékvezető: Damir Skomina (szlovén) |

| 2011. április 13. 20:45 |

| Tottenham Hotspur | 0–1               | Real Madrid |
| ----------------- | ----------------- | ----------- |
|                   | (0–0) Jegyzőkönyv | Ronaldo 50' |

| White Hart Lane, London Nézőszám: 34 311 Játékvezető: Nicola Rizzoli (olasz) |

## Elődöntők
| 1. csapat   | Össz.Tooltip Aggregate score | 2. csapat         | 1. mérk. | 2. mérk. |
| ----------- | ---------------------------- | ----------------- | -------- | -------- |
| Schalke 04  | 1–6                          | Manchester United | 0–2      | 1–4      |
| Real Madrid | 1–3                          | FC Barcelona      | 0–2      | 1–1      |

### 1. mérkőzések
| 2011. április 26. 20:45 |

| Schalke 04 | 0–2               | Manchester United    |
| ---------- | ----------------- | -------------------- |
|            | (0–0) Jegyzőkönyv | Giggs 67' Rooney 69' |

| Veltins-Arena, Gelsenkirchen Nézőszám: 54 142 Játékvezető: Carlos Velasco Carballo (spanyol) |

| 2011. április 27. 20:45 |

| Real Madrid | 0–2               | FC Barcelona  |
| ----------- | ----------------- | ------------- |
|             | (0–0) Jegyzőkönyv | Messi 76' 87' |

| Santiago Bernabéu, Madrid Nézőszám: 71 567 Játékvezető: Wolfgang Stark (német) |

### 2. mérkőzések
| 2011. május 3. 20:45 |

| FC Barcelona | 1–1               | Real Madrid |
| ------------ | ----------------- | ----------- |
| Pedro 54'    | (0–0) Jegyzőkönyv | Marcelo 64' |

| Camp Nou, Barcelona Nézőszám: 95 701 Játékvezető: Frank De Bleeckere (belga) |

| 2011. május 4. 20:45 |

| Manchester United                        | 4–1               | Schalke 04 |
| ---------------------------------------- | ----------------- | ---------- |
| Valencia 26' Gibson 31' Anderson 72' 76' | (2–1) Jegyzőkönyv | Jurado 35' |

| Old Trafford, Manchester Nézőszám: 74 687 Játékvezető: Pedro Proença (portugál) |

## Döntő
| 2011. május 28. 20:45 (CEST) |

| FC Barcelona                  | 3–1               | Manchester United |
| ----------------------------- | ----------------- | ----------------- |
| Pedro 27' Messi 54' Villa 69' | (1–1) Jegyzőkönyv | Rooney 34'        |

| Wembley Stadion, London Nézőszám: 87 695 Játékvezető: Kassai Viktor (magyar) |